# Waypoint
Un waypoint è un punto di riferimento nello spazio fisico utilizzato per qualsiasi tipo di navigazione.
Il tipo di coordinate usate può variare a seconda dell'applicazione: per la navigazione terrestre queste coordinate geografiche sono espresse in longitudine e latitudine, mentre, in quella aerea, comprendono anche l'altitudine. Il concetto di waypoint si è allargato con l'uso dei GPS e di alcuni altri tipi di navigazione radio.

## Descrizione
I waypoint presenti sulla superficie terrestre sono solitamente definiti in due dimensioni (ad esempio, longitudine e latitudine); quelli utilizzati in atmosfera della Terra o nello spazio esterno sono definiti in almeno tre dimensioni (quattro se il tempo è una delle coordinate, come accade per alcuni waypoint al di fuori della Terra).
I waypoint sono stati tradizionalmente associati alle caratteristiche del mondo reale, come rocce, sorgenti, oasi, montagne, edifici, strade, corsi d'acqua, delle ferrovie e così via. Queste associazioni esistono ancora al giorno d'oggi e sono state estese anche per punti di passaggio come artefatti fisici creati appositamente per la navigazione (esempio: radiofari, boe, satelliti, i punti di controllo, ecc...).
Nel mondo moderno, i waypoint sono sempre più astratti, spesso con nessuna relazione logica con i tratti distintivi del mondo reale. Questi waypoint sono usati per aiutare ad individuare percorsi invisibili di rotte di navigazione. Ad esempio, per la navigazione aerea, è stata definita una serie di waypoint cui ci si riferisce come alle "autostrade del cielo". Si tratta di punti appositamente creati che non hanno alcun legame chiaro con le caratteristiche del mondo reale. Consistono solo di una serie di waypoint attraverso il quale i piloti d'aereo o di elicottero possono navigare; queste vie aeree sono progettate per facilitare il controllo del traffico aereo e il percorso fra sedi trafficate, e non come riferimento a caratteristiche naturali del terreno.
Questi abstract waypoint (waypoint astratti) sono generalmente definiti attraverso longitudine e latitudine o coordinate UTM assieme la sede di riferimento, spesso hanno un nome e sono marcati sulle carte.
Vengono usati per i sistemi di navigazione radio attraverso ricevitori VOR o GPS. 
Un waypoint può essere una destinazione, un punto di passaggio (fix) programmato per un viaggio, o semplicemente un punto di riferimento utile per la navigazione.